# 詹姆斯·威尔逊 (农业部长)
詹姆斯·威尔逊（英語：James "Tama Jim" Wilson，1835年8月16日—1920年8月26日），是苏格兰裔美国政治家。他曾于1897年至1913年间的三位共和党总统任期内担任美国农业部长长达16年，他至今一直保持着在任时间最长的美国内阁成员的记录。